# 微分幾何主題列表
這是微分几何主題列表：

## 曲線和平面的微分幾何

### 曲线的微分几何
- 曲線話題列表（英语：List of curves topics）
- 弗莱纳公式
- 曲线的微分几何
- 線素（英语：Line element）
- 曲率
- 曲率半徑（英语：Radius of curvature (mathematics)）
- 密切圓（英语：Osculating circle）
- 曲线
- Fenchel's theorem（英语：Fenchel's theorem）

### 平面的微分幾何
平面的微分幾何
- 絕妙定理
- 高斯-博内定理
- 第一基本形式
- 第二基本形式
- Gauss–Codazzi–Mainardi equations（英语：Gauss–Codazzi–Mainardi equations）
- Dupin indicatrix
- 漸近曲線（英语：Asymptotic curve）
- 曲率
  - 主曲率
  - 平均曲率
  - 高斯曲率
  - 主曲率
- 曲面（英语：surface (mathematics)）類型
  - 极小曲面
  - 直紋曲面
  - 錐面（英语：Conical surface）
  - 可展曲面

## 基礎

### 流形上的微積分
- 流形
  - 微分流形
  - 微分流形
  - Banach流形（英语：Banach manifold）
  - Fréchet流形（英语：Fréchet manifold）
- 张量场
  - 切向量
  - 切空间
  - 切丛
  - 餘切空間
  - 余切丛
  - 張量
  - 张量场
  - 向量場
  - 张量场
  - 微分形式
  - 外微分
  - 李导数
  - 拉回 (微分几何)
  - 前推 (微分)
- 射流 (数学)
  - 切点
  - 节丛
- 弗罗贝尼乌斯定理
- 積分曲線（英语：Integral curve）

### 微分拓扑
- 微分同胚
  - Large diffeomorphism（英语：Large diffeomorphism）
- 可定向性
- characteristic class（英语：characteristic class）
  - 陈类
  - Pontrjagin class（英语：Pontrjagin class）
  - spin structure（英语：spin structure）
- 可微函数
  - submersion
  - 浸入
  - 嵌入 (数学)
    - Whitney embedding theorem（英语：Whitney embedding theorem）
- 臨界值（英语：Critical value）
  - Sard's theorem（英语：Sard's theorem）
  - 鞍點
  - 莫尔斯理论
- 李导数
- 毛球定理
- 庞加莱－霍普夫定理
- 斯托克斯定理
- 德拉姆上同调
- 斯梅爾悖論
- 弗罗贝尼乌斯定理
  - Distribution (differential geometry)（英语：Distribution (differential geometry)）
  - 積分曲線（英语：integral curve）
  - 叶状结构
  - integrability conditions for differential systems（英语：integrability conditions for differential systems）

### 纖維束
- 纤维丛
- 主丛
  - 标架丛
  - 霍普夫纤维化
- 配丛
- 向量丛
  - 切丛
  - 余切丛
  - 線束（英语：Line bundle）
- 节丛

### 基本結構
- 层 (数学)
- 擬群結構（英语：Pseudogroup）
- G-结构
- 综合微分几何（英语：synthetic differential geometry）

## 黎曼几何

### 基本概念
- 度量张量
- 黎曼流形
  - 伪黎曼流形
- 列维-奇维塔联络

### 非欧几里得几何
- 非欧几里得几何
- 橢圓幾何
  - 球面幾何學
  - Sphere-world（英语：Sphere-world）
  - 球面三角學
- 双曲几何
  - 雙曲空間
  - 双曲面模型
  - 庞加莱圆盘模型
  - 庞加莱半平面模型
  - 庞加莱度量
  - Angle of parallelism（英语：Angle of parallelism）

### 测地线
- 本原測地線（英语：Prime geodesic）
- 测地线
- 指數映射 (李群)
- 指數映射 (黎曼幾何)
- Injectivity radius（英语：Injectivity radius）
- Geodesic deviation equation（英语：Geodesic deviation equation）
  - Jacobi field（英语：Jacobi field）

### 對稱空間
- 黎曼對稱空間（英语：Riemannian symmetric space）
  - Margulis lemma（英语：Margulis lemma）
- 空間形式（英语：Space form）
  - 常曲率
  - taut submanifold（英语：taut submanifold）
- 单值化定理
  - 邁爾斯定理
  - Gromov's compactness theorem（英语：Gromov's compactness theorem (geometry)）

### 黎曼子流形
- Gauss–Codazzi equations（英语：Gauss–Codazzi equations）
- Darboux frame（英语：Darboux frame）
- 超曲面
- Induced metric（英语：Induced metric）
- 纳什嵌入定理
- 极小曲面
  - 螺旋曲面
  - 懸鏈曲面
  - Costa's minimal surface（英语：Costa's minimal surface）
- Hsiang–Lawson's conjecture（英语：Hsiang–Lawson's conjecture）

### 黎曼流形的曲率
- 黎曼流形的曲率（英语：Curvature of Riemannian manifolds）
- 絕妙定理
- 高斯-博内定理
  - 陈—高斯—波涅定理（英语：Chern–Gauss–Bonnet theorem）
  - 陳－韋伊同態
- 高斯映射
- 第二基本形式
- 曲率形式
- 黎曼曲率張量
- 测地曲率
- 数量曲率
- 截面曲率
- 里奇曲率張量、里奇平坦流形
- Ricci decomposition（英语：Ricci decomposition）
  - Schouten tensor（英语：Schouten tensor）
  - Weyl curvature（英语：Weyl curvature）
- 里奇流
- 愛因斯坦流形（英语：Einstein manifold）
- Holonomy

### 黎曼幾何定理
- 高斯-博内定理
- 霍普夫－里诺定理
- Cartan–Hadamard theorem（英语：Cartan–Hadamard theorem）
- 邁爾斯定理
- Rauch comparison theorem（英语：Rauch comparison theorem）
- Morse index theorem
- Synge theorem（英语：Synge theorem）
- Weinstein theorem
- Toponogov theorem（英语：Toponogov theorem）
- Sphere theorem（英语：Sphere theorem）
- 霍奇理论
- 单值化定理
- 山邊問題

### 等距同构
- 基灵矢量场

### 拉普拉斯－贝尔特拉米算子
- 霍奇对偶
- Weitzenböck identity（英语：Weitzenböck identity）
- 微分几何中的拉普拉斯算子

### 公式和其他工具
- List of coordinate charts（英语：List of coordinate charts）
- List of formulas in Riemannian geometry（英语：List of formulas in Riemannian geometry）
- 克里斯托费尔符号

### 相關結構
- Intrinsic metric（英语：Intrinsic metric）
- 伪黎曼流形
- Sub-Riemannian manifold（英语：Sub-Riemannian manifold）
- 芬斯勒流形
- 廣義相對論
- G2 manifold（英语：G2 manifold）
- 信息几何
  - Fisher information metric（英语：Fisher information metric）

## 联络
- 协变微商
  - 外共变导数
- 列维-奇维塔联络
- 平行移动
  - Development (differential geometry)（英语：Development (differential geometry)）
- 联络形式
- 嘉当联络
  - 仿射联络
  - conformal connection（英语：conformal connection）
  - projective connection（英语：projective connection）
  - 活动标架法
  - Cartan's equivalence method（英语：Cartan's equivalence method）
  - Vierbein（英语：Vierbein）, tetrad（英语：Tetrad (general relativity)）
  - Cartan connection applications（英语：Cartan connection applications）
  - 愛因斯坦-嘉當理論
- 联络 (向量丛)
- 联络 (主丛)
- 埃雷斯曼联络
- 曲率
  - 曲率形式
  - holonomy（英语：holonomy）, local holonomy（英语：local holonomy）
  - 陳－韋伊同態
  - 曲线的微分几何
  - 曲率形式
  - 黎曼曲率張量
  - Cocurvature（英语：Cocurvature）
- 扭率張量

## 复流形
- 黎曼曲面
- Complex projective space（英语：Complex projective space）
- 凯勒流形
- Dolbeault operator（英语：Dolbeault operator）
- CR manifold（英语：CR manifold）
- Stein manifold（英语：Stein manifold）
- 殆复流形
- Hermitian manifold（英语：Hermitian manifold）
- 殆复流形
- Generalized complex manifold（英语：Generalized complex manifold）
- 卡拉比－丘流形
- Hyperkähler manifold（英语：Hyperkähler manifold）
- K3曲面
- hypercomplex manifold（英语：hypercomplex manifold）
- Quaternion-Kähler manifold（英语：Quaternion-Kähler manifold）

## 辛几何
- 辛几何
- 辛向量空间
- 辛流形
- 辛几何
- 辛同胚
- 切触几何
- 切触几何
- 哈密頓系統
- Sasakian manifold（英语：Sasakian manifold）
- 泊松流形

## 保角幾何
- 莫比乌斯变换
- 共形映射
- conformal connection（英语：conformal connection）
- tractor bundle（英语：tractor bundle）
- Weyl curvature（英语：Weyl curvature）
- Weyl–Schouten theorem（英语：Weyl–Schouten theorem）
- ambient construction（英语：ambient construction）
- Willmore energy（英语：Willmore energy）
- Willmore flow（英语：Willmore flow）

## 阿蒂亞－辛格指標定理
- 阿蒂亞－辛格指標定理
- 德拉姆上同调
- Dolbeault cohomology（英语：Dolbeault cohomology）
- elliptic complex（英语：elliptic complex）
- 霍奇理论
- 伪微分算子

## 齐性空间
- 克萊茵幾何（英语：Klein geometry），爱尔兰根纲领
- 對稱空間（英语：symmetric space）
- 空間形式（英语：space form）
- 马尤厄－嘉当形式
- 實例
  - 雙曲空間
  - 双曲几何
  - 格拉斯曼流形
  - 複投影空間（英语：Complex projective space）
  - 实射影空间
  - 欧几里得空间
  - Stiefel流形（英语：Stiefel manifold）
  - 上半平面
  - 球面

## 收縮幾何
- Loewner's torus inequality（英语：Loewner's torus inequality）
- Pu's inequality（英语：Pu's inequality）
- Gromov's inequality for complex projective space（英语：Gromov's inequality for complex projective space）
- Wirtinger inequality (2-forms)（英语：Wirtinger inequality (2-forms)）
- Gromov's systolic inequality for essential manifolds（英语：Gromov's systolic inequality for essential manifolds）
- Essential manifold（英语：Essential manifold）
- Filling radius（英语：Filling radius）
- Filling area conjecture（英语：Filling area conjecture）
- Bolza surface（英语：Bolza surface）
- First Hurwitz triplet（英语：First Hurwitz triplet）
- Hermite constant（英语：Hermite constant）
- 曲面的systole
- Systolic freedom（英语：Systolic freedom）
- Systolic category（英语：Systolic category）

## 其他
- 包絡線
- Bäcklund变换